# Морант-Бей
Морант-Бей (англ. Morant Bay, ям. креол Morant Bie) — найбільше місто і адміністративний центр округу Сент-Томас, Ямайка.

## Історія
11 жовтня 1865 року в місті спалахнуло повстання негритянського населення, очолюване баптистським священиком Полом Боглом . Кількома днями пізніше за наказом губернатора Джона Ейра повстання було жорстоко придушене військами, у результаті чого було вбито 439 осіб, заарештовано і пізніше страчено ще 354 учасника повстання.